# 에두아르두 고메스 국제공항

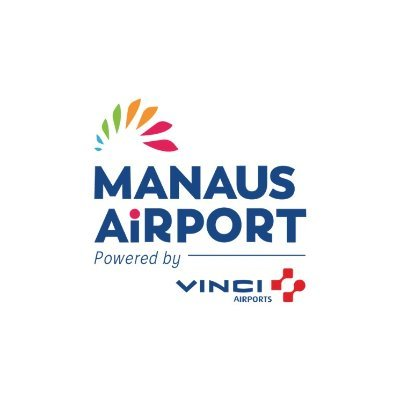

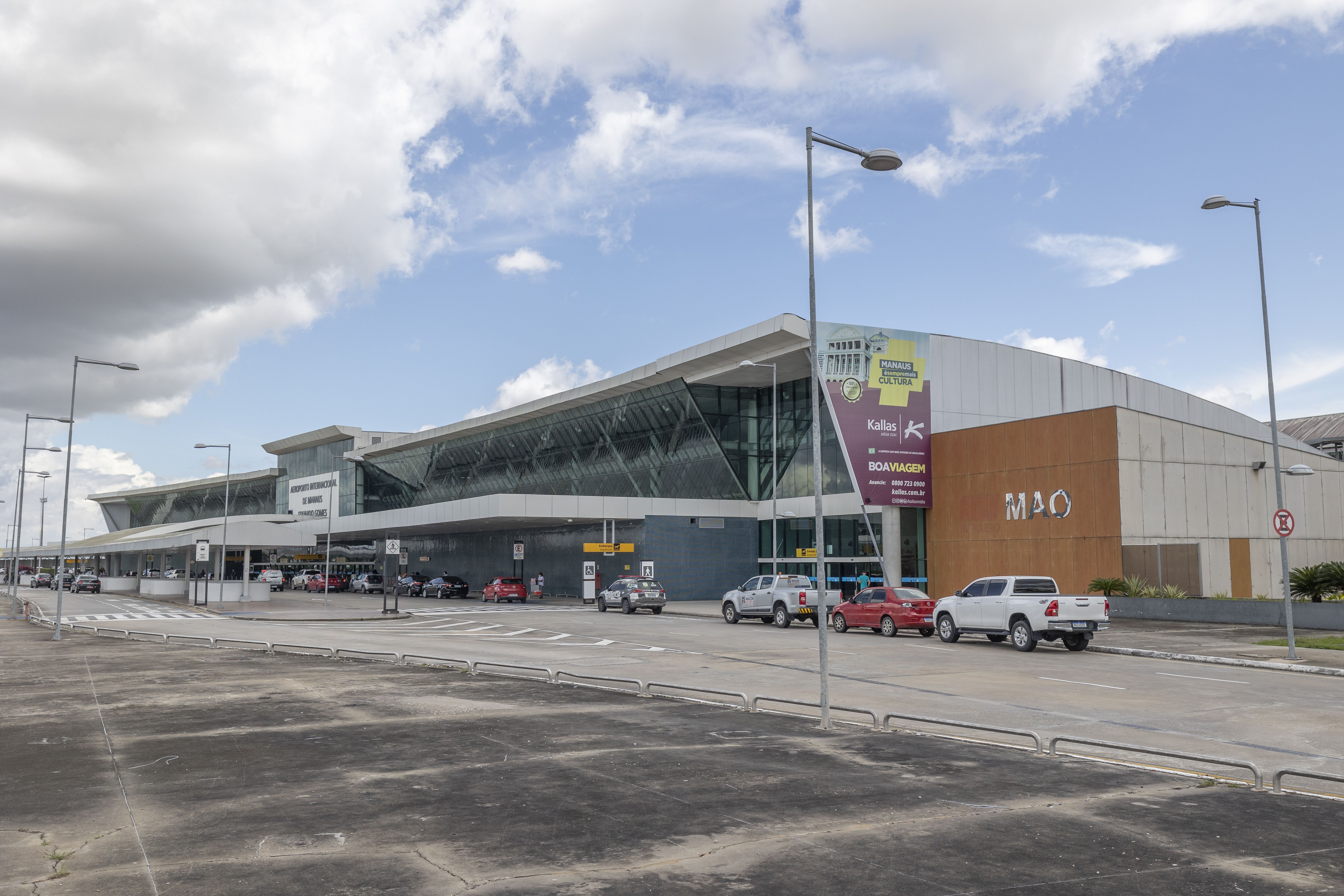

에두아르두 고메스 국제공항(Eduardo Gomes International Airport, IATA: MAO, ICAO: SBEG)은 브라질 마나우스를 관할하는 공항이다. 공항 이름은 브라질의 정치인이자 군인 에두아르두 고메스(1896~1981년)의 이름에서 비롯되었다. 빈치 에어포트가 운용한다.